# دير مصطفى الكاشف
دير مصطفى الكاشف هو دير وحصن قبطي يقع على بعد 7 كم من مدينة الخارجة في محافظة الوادي الجديد. شٌيد الدير على بقايا حصن روماني يرجع للعام الأول الميلادي، حيث كان نقطة دفاع على درب الأربعين، يتكوّن الدير من 3 طوابق، الأوّل والثاني منه يضم غرف معيشة للرهبان أما الطابق الثالث فيضم كنيسة مشيدة على طراز البازليكا.

## التسمية
سبب تسمية الدير أن آخر من كان يعيش به هو كان جامع ضرائب في العصر العثماني وكان اسمه مصطفى وسُميّ بالكاشف لأنه كان يعيش في الدير على ربوة عالية، ويكشف مسار درب الأربعين الواصل بين مصر والسودان.